# Croix noire
Pour les articles homonymes, voir Croix Noire (homonymie).
Croix [noire] est un tableau peint par Kasimir Malevitch en 1915. Cette huile sur toile suprématiste représente une croix grecque de couleur noire sur un fond clair. Elle est conservée au musée national d'Art moderne, à Paris.

## Description
Malevitch a choisi un format carré pour cette peinture. Sur un fond de parchemin blanc, une croix noire occupe toute la toile. Il s'agit d'une croix grecque, l'une des formes les plus courantes de croix chrétiennes, en usage depuis le IVe siècle. Ces croix se caractérisent par le fait que toutes les branches sont de même longueur. Dans le cas du présent tableau, les bras sont orientés horizontalement et verticalement.

## Histoire
La Croix noire a été peinte en 1915, bien que l'artiste, comme dans d'autres œuvres suprématistes, l'ait avancée à 1913. Le tableau a été présenté pour la première fois à l'exposition "Dernière exposition futuriste de peintures 12:10", avec quelque trente-neuf autres œuvres du même artiste.
En 1923, pour la 16e édition de la Biennale de Venise qui devait se tenir en 1924, les élèves de Malevitch ont créé de nouvelles versions de la Croix noire, du Carré noir et du Cercle noir, qui font désormais partie de la collection du Musée d'État de Saint-Pétersbourg.

## Expositions
- Le Cubisme, Centre national d'art et de culture Georges-Pompidou, Paris, 2018-2019.